# Teucrium santae
Teucrium santae là một loài thực vật có hoa trong họ Hoa môi. Loài này được Quézel & Simonn. ex Greuter & Burdet miêu tả khoa học đầu tiên năm 1985.